# メルセデスEQ・フォーミュラEチーム
メルセデスEQ・フォーミュラEチーム（Mercedes-EQ Formula E Team）は、かつてフォーミュラEに参戦していたレーシングチームであり、ドイツの自動車メーカーであるメルセデス・ベンツ・グループの乗用車部門であるメルセデス・ベンツのワークスチームだった。

## 概要
フォーミュラE参戦計画はダイムラーの子会社でF1チームの運営会社であるメルセデス・ベンツ・グランプリ（MGP）の主導により進められ、2017年に参戦が発表され、2019年-20年シーズン（シーズン6）からフォーミュラEに参戦を始めた。参戦2シーズン目で、フォーミュラEが初めて世界選手権として開催された2020年-21年シーズン（シーズン7）にダブルタイトルを獲得し、同選手権における初代ワールドチャンピオンとなった。
2シーズン目のシーズン終了直後、メルセデス・ベンツは「Gen2」車両の最終年となる翌シーズンをもってフォーミュラEから撤退することを表明した。
参戦3シーズン目となる2021年-22年シーズン（シーズン8）はチームにとって最後のシーズンとなり、この年もダブルタイトルを獲得し、連覇を果たした。結果として、ドライバーのニック・デ・フリースはシーズン7に、ストフェル・バンドーンはシーズン8にそれぞれドライバーズチャンピオンに輝き、所属した両ドライバーともメルセデスEQチームとともにチャンピオンタイトルを獲得した。

### 組織
運営組織として、2017年9月にメルセデス・ベンツ・フォーミュラE社（Mercedes-Benz Formula E Limited）が設立された。登記上の本拠地はイギリスのブラックリーに所在するMGP社の敷地内に置かれ、MGP社のCEOでメルセデス・ベンツのモータースポーツ部門の責任者（マネージングディレクター）であるトト・ヴォルフがCEOを兼務する体制が構築された。
2018年-19年シーズンのテスト参戦から2020年-21年シーズンまでの3シーズンはメルセデス系のセミワークスチームであるHWAチームがサーキットにおけるチーム運営を担い、車両の組立もHWAチームの本拠地であるドイツのアファルターバッハで行われていた。HWAとの契約は2021年までで、契約終了を前に、2020年末から2021年にかけて、チーム運営の拠点は登記上の本拠地でF1チームの拠点でもあるブラックリーに移されていった。

### 車両
車両には「Mercedes-EQ Silver Arrow」という名称が付けられた。フォーミュラEでは車体はワンメイクだが、インバーター、モーター、トランスミッション等から構成される「パワートレイン」（パワーユニットとドライブトレイン）や、エネルギー管理用のソフトウェアの開発は各チームで独自に行うことが認められていた。
メルセデスEQチームでは、パワートレインの開発と製造はメルセデスAMG・ハイパフォーマンス・パワートレインズ（HPP）が担当した。HPP製パワーユニットは予選時に最大250kw (340馬力)、決勝レースでは200kw (272馬力)を発生し、決勝レースで一時的に使用できるモードとして、「アタックモード」時は最大235kw (319馬力)、ファンブースト使用時は最大250kw (340馬力)を出力することができた。

## 参戦歴

### 参戦発表
2016年10月、MGP社はフォーミュラEの運営会社との間でフォーミュラEの2018年-19年シーズンに参戦するオプション契約を結んだ。
2017年7月24日、ヴォルフはメルセデス・ベンツのモータースポーツ部門の責任者としてドイツツーリングカー選手権（DTM）から2018年シーズン限りで撤退することを発表し、同時に、当初の予定を1年延期して2019年-20年シーズンからフォーミュラEに参戦する予定であることを公表した。この決定が下された時点でフォーミュラE参戦に向けた開発も始まり、HPP社はフォーミュラE用パワートレインの開発に着手した。

### 2018年-19年（シーズン5）・HWA

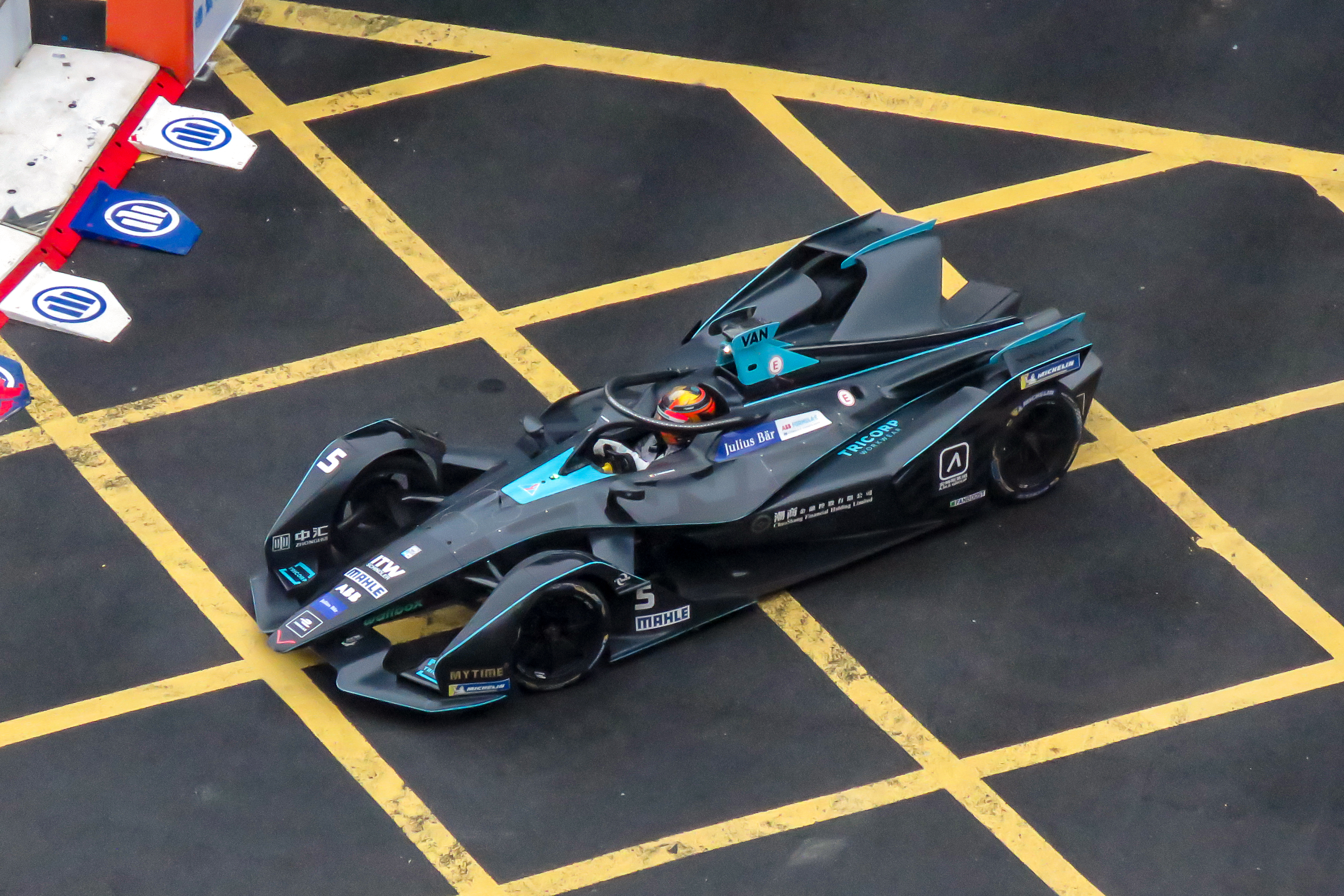
HWA車両を駆るバンドーン（2019年香港eプリ）

メルセデスがワークス参戦を始める前年にあたる2018年-19年シーズンに、HWAチームがフォーミュラE参戦を開始した。HWAチームはDTMに参戦していたメルセデス系チームのひとつであり、フォーミュラEへの参戦は翌シーズンのメルセデスチームの正式参戦に向けた準備として行われた。
HWAチームはフォーミュラE参戦にあたってヴェンチュリー・レーシングと技術提携を結び、パワートレインの供給を受けるとともに翌シーズンに向けた技術交流を行った。2018年12月のシーズン開幕に先立ち、10月8日に「HWA・レースラボ」としてチームは正式に発足し、このシーズンをゲイリー・パフェットとストフェル・バンドーンのコンビで戦った。
シーズン序盤は困難なものとなり、最初の4戦はノーポイントに終わり、第5戦香港eプリでようやく初ポイントを獲得した。雨天となったこのレース週末にチームは望外の速さを見せ、バンドーンがポールポジションとなって3ポイントを獲得し、パフェットも4番手で予選を通過した。決勝レースではバンドーンはリタイアしたが、パフェットは8位で完走し、決勝レースにおける初ポイントも獲得した。第7戦ローマeプリではバンドーンが3位となり初表彰台を獲得した。シーズン通して見れば上位を争う戦闘力には欠け、シーズン後半になっても表彰台を争うほどの速さはなかったものの、信頼性が向上したことによりコンスタントにポイントを獲得するようになった。

### 2019年-20年（シーズン6）
予定通り2019年-20年シーズンにメルセデスのワークスチームとして正式にデビューし、HWAチームの参戦枠を引き継ぐ形で「メルセデス・ベンツEQ・フォーミュラEチーム」の名称でエントリーした。2019年9月に参戦体制の発表会が行われ、ドライバーとして、バンドーンに加えて、2019年シーズンのF2を戦っていたニック・デ・フリースを起用することが発表された。
このシーズンのドライバーズタイトル争いはDS・テチーターのアントニオ・フェリックス・ダ・コスタが独走したが、2位争いは終盤までもつれ、最終戦でバンドーンが初優勝を遂げ、3位以下を僅差で下してランキング2位を確定させた。このレースではデ・フリースも2位表彰台を獲得してメルセデスEQとしての初優勝を1-2フィニッシュで飾り、チームとしても初年度をランキング3位で終えた。

#### カラーリングの変更
2019年11月末に開幕したシーズン6は年明けの2020年2月の第5戦まで開催された後、新型コロナウイルス感染症の流行を受けて数か月に渡って中断を余儀なくされた。メルセデスEQの車両は参戦体制の正式発表前の時点で暫定カラーリングとして黒基調のカラーリングが施されていたが、2019年11月の開幕戦時点では正式なカラーリングとして銀色（シルバーアロー）を組み込んだカラーリングに変更されていた。しかし、シーズンの中断期間中に起きたジョージ・フロイドの死とブラック・ライヴズ・マター（BLM）運動の高まりを受け、8月にシーズンが再開されるにあたり、チームは車両のカラーリングを暫定カラーリングとほぼ同じ黒基調のものに戻した。この変更はメルセデスF1が同年にW11のカラーリングを黒に変更したのと同様、人種差別と戦う意思を示すためと説明された。

### 2020年-21年（シーズン7）
2020年10月29日、メルセデスEQは新シーズン開幕にあたって車両を発表し、カラーリングは従来のシルバー基調のカラーリングに戻された。2年目もドライバーはバンドーンとデ・フリースのラインナップを継続し、チームのエントリー名は「メルセデスEQ・フォーミュラEチーム」に変更した。
このシーズン7からフォーミュラEはFIAの世界選手権となり、ドライバー・チームの両選手権に「ワールドチャンピオン」のタイトルが掛けられた。シーズンは2021年2月に開幕し、デ・フリースが開幕戦ディルイーヤeプリで自身初PP、及び自身初・シリーズ初優勝を果たし、第5戦で2勝目を挙げた。バンドーンも第4戦で優勝を果たしている。しかしデ・フリースやチームも波には乗り切れず、このシーズンのタイトル争いは両選手権ともに混戦となる。バンドーンもシーズン途中まではタイトル争いに加わっていたが、最終戦を前にして脱落してしまった。
両タイトル争いはデ・フリースを含め、多くの者にタイトル獲得の可能性を残した状態で最終戦までもつれ込んだが、最終的にデ・フリースが接戦を制してドライバーズタイトルを獲得。また、メルセデスEQもチームタイトルを獲得し、両選手権において初代のワールドチャンピオンを独占する結果となった。

### 2021年-22年（シーズン8）
シーズン7の終了直後の2021年8月18日、メルセデスEQはシーズン8をもってフォーミュラEから撤退することを発表した。そのため、チームはこのシーズン8の開幕を最後のシーズンとして迎える。
このシーズンでバンドーンはモナコで挙げた1勝のみながら他のレースでも堅実に入賞を重ねた結果、シーズン途中から選手権でリードを奪い、ミッチ・エバンス（4勝）、エドアルド・モルタラ（4勝）らを下し、最終レースで2位入賞を果たしてドライバーズタイトルを獲得した。チームタイトルも連覇し、ダブルタイトルを2年連続で制覇した。このシーズンはHPPがパワートレイン供給を行っていたロキット・ヴェンチュリー・レーシングもランキング2位となり、メルセデスEQ勢は最後のシーズンを1-2で席巻して終えた。

### 撤退後
撤退にあたって、メルセデスはフォーミュラE用パワートレインの開発終了を決定した一方、チームについては売却先を模索した。結果、2022年の撤退後はイギリスのレーシングチームであるマクラーレンによって買収されることとなり、名称を「ネオム・マクラーレン・フォーミュラEチーム」に変更して翌シーズン以降の参戦を継続する。

## 戦績
| 年                                                                            | シャシー              | パワートレイン                   | タイヤ                | 車番                  | ドライバー             | 1                     | 2                     | 3                     | 4                     | 5                     | 6                     | 7                     | 8                     | 9                     | 10                    | 11                    | 12                    | 13                    | 14                    | 15                    | 16                    | ポイント              | T.C.                  |
| HWA・レースラボ ※参考                                                         | HWA・レースラボ ※参考 | HWA・レースラボ ※参考            | HWA・レースラボ ※参考 | HWA・レースラボ ※参考 | HWA・レースラボ ※参考  | HWA・レースラボ ※参考 | HWA・レースラボ ※参考 | HWA・レースラボ ※参考 | HWA・レースラボ ※参考 | HWA・レースラボ ※参考 | HWA・レースラボ ※参考 | HWA・レースラボ ※参考 | HWA・レースラボ ※参考 | HWA・レースラボ ※参考 | HWA・レースラボ ※参考 | HWA・レースラボ ※参考 | HWA・レースラボ ※参考 | HWA・レースラボ ※参考 | HWA・レースラボ ※参考 | HWA・レースラボ ※参考 | HWA・レースラボ ※参考 | HWA・レースラボ ※参考 | HWA・レースラボ ※参考 |
| ----------------------------------------------------------------------------- | --------------------- | -------------------------------- | --------------------- | --------------------- | ---------------------- | --------------------- | --------------------- | --------------------- | --------------------- | --------------------- | --------------------- | --------------------- | --------------------- | --------------------- | --------------------- | --------------------- | --------------------- | --------------------- | --------------------- | --------------------- | --------------------- | --------------------- | --------------------- |
| 2018–19                                                                       | スパーク・SRT 05e     | Venturi VFE05                    | M                     |                       |                        | ADR                   | MAR                   | STI                   | MEX                   | HKG                   | SNY                   | RME                   | PAR                   | MON                   | BER                   | BRN                   | NYC                   | NYC                   |                       |                       |                       | 44                    | 9位                   |
| 2018–19                                                                       | スパーク・SRT 05e     | Venturi VFE05                    | M                     | 17                    | ゲイリー・パフェット   | Ret                   | Ret                   | 14                    | 16                    | 8                     | Ret                   | Ret                   | 8                     | 12                    | 16                    | 17                    | 11                    | 8                     |                       |                       |                       | 44                    | 9位                   |
| 2018–19                                                                       | スパーク・SRT 05e     | Venturi VFE05                    | M                     | 5                     | ストフェル・バンドーン | 17                    | Ret                   | Ret                   | 18                    | Ret                   | Ret                   | 3                     | Ret                   | 9                     | 5                     | 10                    | Ret                   | 10                    |                       |                       |                       | 44                    | 9位                   |
| メルセデス・ベンツEQ・フォーミュラEチーム / メルセデスEQ・フォーミュラEチーム |                       |                                  |                       |                       |                        |                       |                       |                       |                       |                       |                       |                       |                       |                       |                       |                       |                       |                       |                       |                       |                       |                       |                       |
| 2019–20                                                                       | スパーク・SRT 05e     | Mercedes-Benz EQ Silver Arrow 01 | M                     |                       |                        | DIR                   | DIR                   | STI                   | MEX                   | MAR                   | BER 1-2               | BER 1-2               | BER 3-4               | BER 3-4               | BER 5-6               | BER 5-6               |                       |                       |                       |                       |                       | 147                   | 3位                   |
| 2019–20                                                                       | スパーク・SRT 05e     | Mercedes-Benz EQ Silver Arrow 01 | M                     | 5                     | ストフェル・バンドーン | 3                     | 3                     | 6                     | NC                    | 15                    | 6                     | 5                     | Ret                   | 12                    | 9                     | 1                     |                       |                       |                       |                       |                       | 147                   | 3位                   |
| 2019–20                                                                       | スパーク・SRT 05e     | Mercedes-Benz EQ Silver Arrow 01 | M                     | 17                    | ニック・デ・フリース   | 6                     | 16                    | 5                     | Ret                   | 11                    | 4                     | Ret                   | 18                    | 4                     | 14                    | 2                     |                       |                       |                       |                       |                       | 147                   | 3位                   |
| 2020–21                                                                       | スパーク・SRT 05e     | Mercedes-EQ Silver Arrow 02      | M                     |                       |                        | DIR                   | DIR                   | RME                   | RME                   | VAL                   | VAL                   | MON                   | PUE                   | PUE                   | NYC                   | NYC                   | LON                   | LON                   | BER                   | BER                   |                       | 181                   | 1位                   |
| 2020–21                                                                       | スパーク・SRT 05e     | Mercedes-EQ Silver Arrow 02      | M                     | 5                     | ストフェル・バンドーン | 8                     | 13                    | Ret                   | 1                     | 3                     | Ret                   | Ret                   | 7                     | 13                    | Ret                   | 12                    | 7                     | 15                    | 12                    | 3G                    |                       | 181                   | 1位                   |
| 2020–21                                                                       | スパーク・SRT 05e     | Mercedes-EQ Silver Arrow 02      | M                     | 17                    | ニック・デ・フリース   | 1G                    | 9                     | Ret                   | Ret                   | 1                     | 16                    | Ret                   | 9                     | Ret                   | 13                    | 18                    | 2                     | 2                     | 22                    | 8                     |                       | 181                   | 1位                   |
| 2021–22                                                                       | スパーク・SRT 05e     | Mercedes-EQ Silver Arrow 02      | M                     |                       |                        | DIR                   | DIR                   | MEX                   | RME                   | RME                   | MON                   | BER                   | BER                   | JAK                   | MAR                   | NYC                   | NYC                   | LON                   | LON                   | SEO                   | SEO                   | 319                   | 1位                   |
| 2021–22                                                                       | スパーク・SRT 05e     | Mercedes-EQ Silver Arrow 02      | M                     | 5                     | ストフェル・バンドーン | 2                     | 7                     | 11                    | 3                     | 5                     | 1                     | 3                     | 3                     | 5                     | 8                     | 4                     | 2                     | 2                     | 4                     | 5                     | 2                     | 319                   | 1位                   |
| 2021–22                                                                       | スパーク・SRT 05e     | Mercedes-EQ Silver Arrow 02      | M                     | 17                    | ニック・デ・フリース   | 1                     | 10                    | 6                     | Ret                   | 14                    | 10                    | 10                    | 1                     | Ret                   | 6                     | 8                     | 7                     | 6                     | 3                     | Ret                   | Ret                   | 319                   | 1位                   |

- 太字はポールポジション（3点が与えられる）、斜字はファステストラップ（1点が与えられる）。(key)
- G – グループ予選で最速タイムを記録し1ポイントが与えられた（2019-20シーズンと2020-21シーズンのみ採用された制度）。